# Bitomus curiosus
Bitomus curiosus är en stekelart som först beskrevs av Szepligeti 1914.  Bitomus curiosus ingår i släktet Bitomus och familjen bracksteklar. Inga underarter finns listade.